# Фортшвир
Фортшвир (фр. Fortschwihr) насеље је и општина у источној Француској у региону Алзас, у департману Горња Рајна која припада префектури Колмар.
По подацима из 2011. године у општини је живело 1201 становника, а густина насељености је износила 251,26 становника/km². Општина се простире на површини од 4,78 km². Налази се на средњој надморској висини од 185 метара (максималној 190 m, а минималној 182 m).

## Демографија
| 1962. | 1968. | 1975. | 1982. | 1990. | 1999. | 2011. |
| ----- | ----- | ----- | ----- | ----- | ----- | ----- |
| 220   | 228   | 294   | 445   | 732   | 967   | 1.201 |

График промене броја становника у току последњих година